# Abbaye Sainte-Marie de Fontcaude
Pour les articles homonymes, voir Abbaye Sainte-Marie.
L'abbaye Sainte-Marie de Fontcaude est une ancienne abbaye de Prémontrés du XIIe siècle, située sur la commune de Cazedarnes dans le département français de l'Hérault en région Occitanie, dont elle constitue en fait un hameau, en bordure du territoire de Cazouls-lès-Béziers. Le nom signifie « fontaine chaude » en occitan.
L'église et le bâtiment conventuel ont fait l’objet d’un classement au titre des monuments historiques depuis le 1er août 1975.

## Historique
Avec l'imposant chœur de l'abbatiale, qui est un ultime exemplaire de l'architecture romane en Languedoc, elle est nichée au fond d’un vallon dans un cadre champêtre préservé.
Fondée en 1154 par les Prémontrés, l'ordre de saint Norbert qui connut un grand rayonnement au Moyen Âge.
Les sculptures, attribuées au « Maître de Fontcaude », datent vraisemblablement du XIIIe siècle.
Elle avait été incendiée en 1577 lors des guerres de religion ; elle n'avait guère pu se relever de ces destructions pour finir comme de nombreuses autres abbayes et monuments religieux par être vendue aux enchères publiques durant la Révolution française comme bien national.
Soumise au délabrement durant le XIXe siècle, elle fut redécouverte notamment à l'initiative de l'abbé Joseph Giry (archéologue et prêtre de Nissan-lez-Ensérune) en 1969. L'association « Les Amis de Fontcaude » a entrepris un long travail (qui fut primé dans le cadre de l'opération « Chefs-d'œuvre en péril ») pour la restaurer. Ainsi furent consolidés ou mis au jour l'église Sainte-Marie, des éléments du cloître, de la fonderie de cloches et du moulin.
La municipalité de Cazedarnes fit installer un éclairage en rapport avec le lieu et fit exposer dans l'abbaye devenue musée un ouvrage manuscrit retrouvé dans les archives municipales. Il conserve des chapiteaux d'une finesse exceptionnelle.

## AuXXIesiècle
Une bretelle des chemins de Saint-Jacques-de-Compostelle passant par l'abbaye, elle y accueille la fraternité Jacquaire de Septimanie depuis le 13 mars 1995. Le chapitre solennel de réception des nouveaux membres se tient le 25 juillet pour la fête de Saint-Jacques le majeur. 
L'abbaye accueille également des manifestations culturelles telles que "Musiques au cœur du vignoble" ainsi que des représentations de chant grégorien.

## Galerie

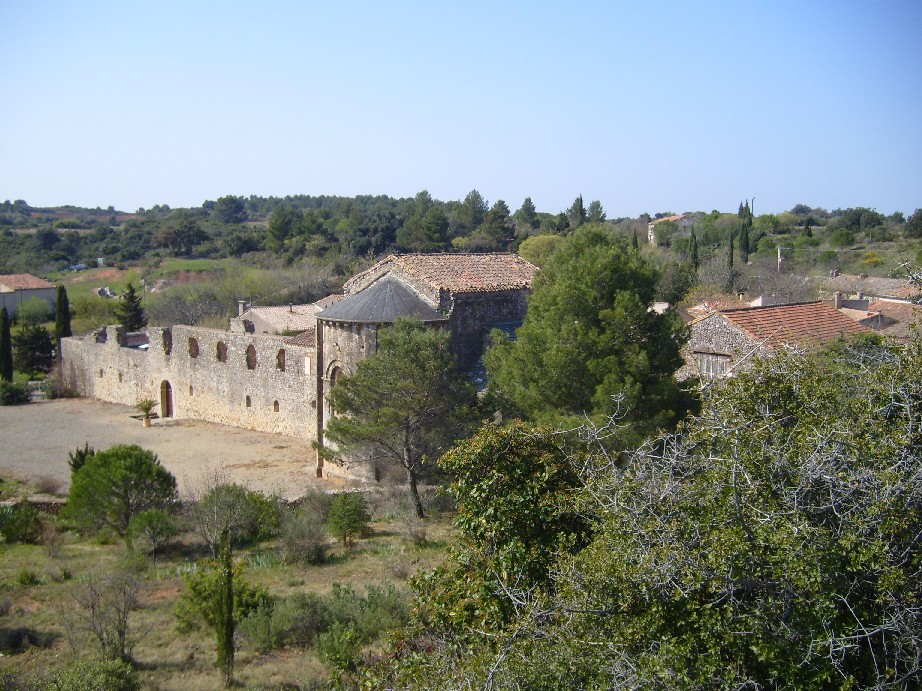
Vue du nord-est
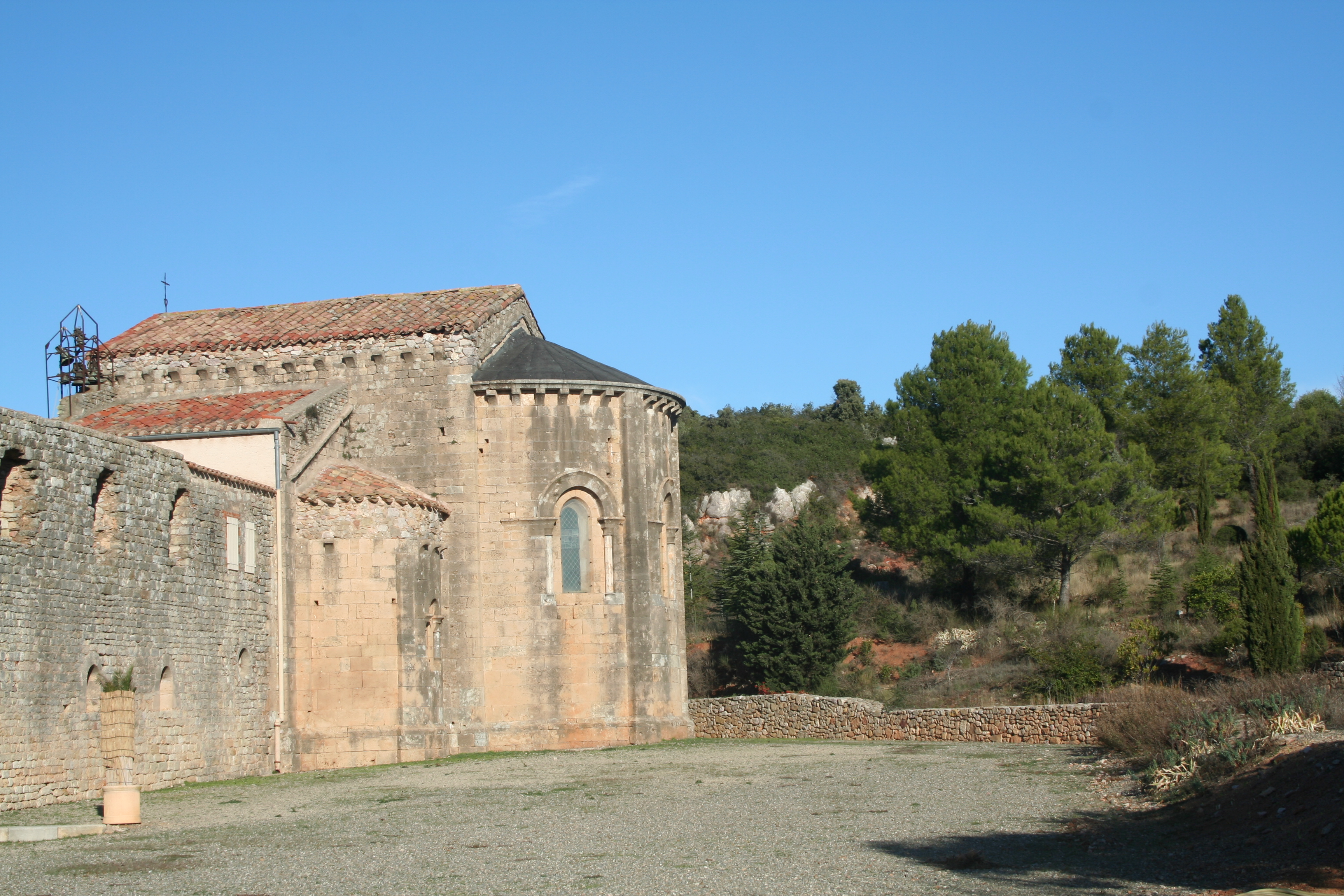
Le chevet.
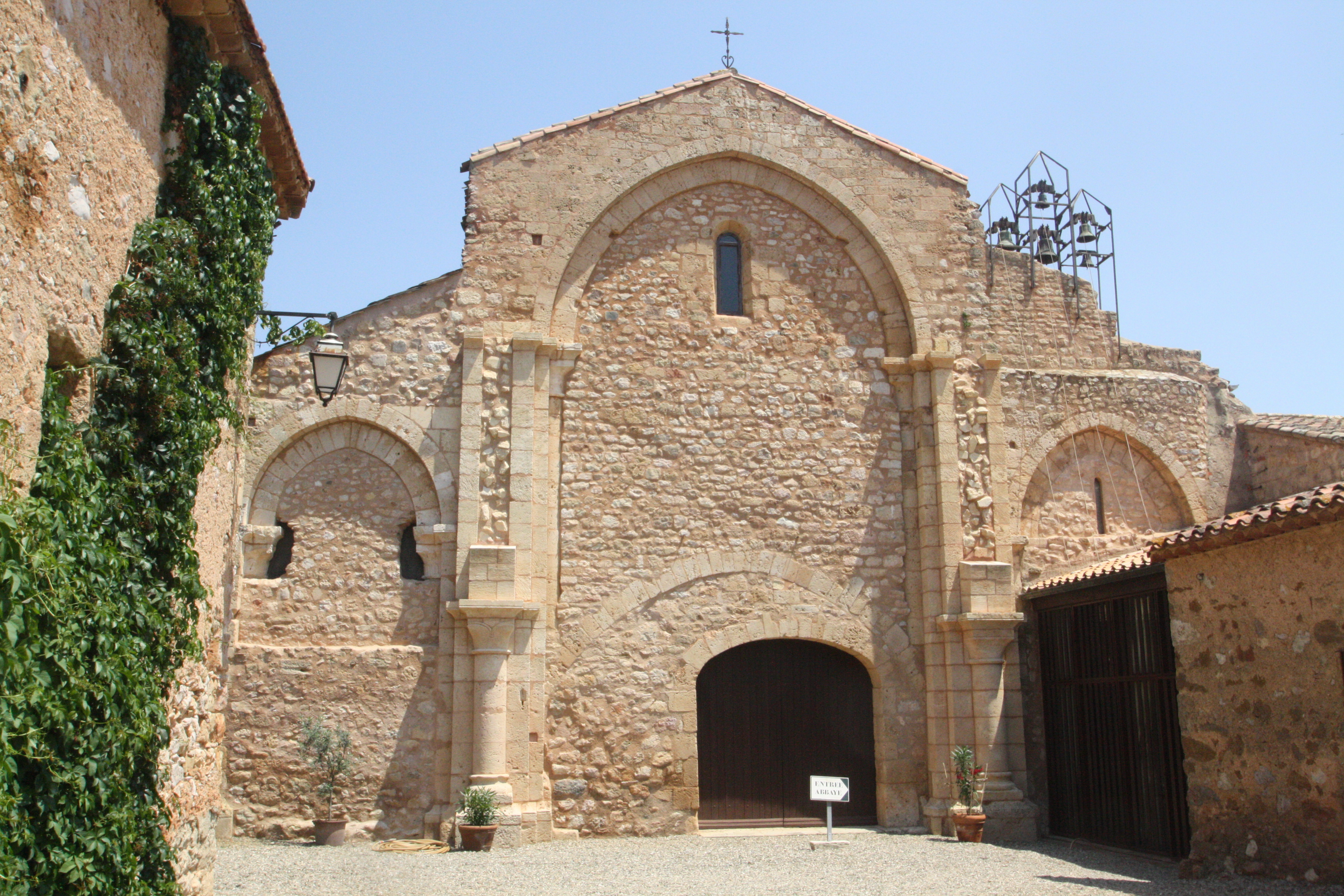
Entrée.
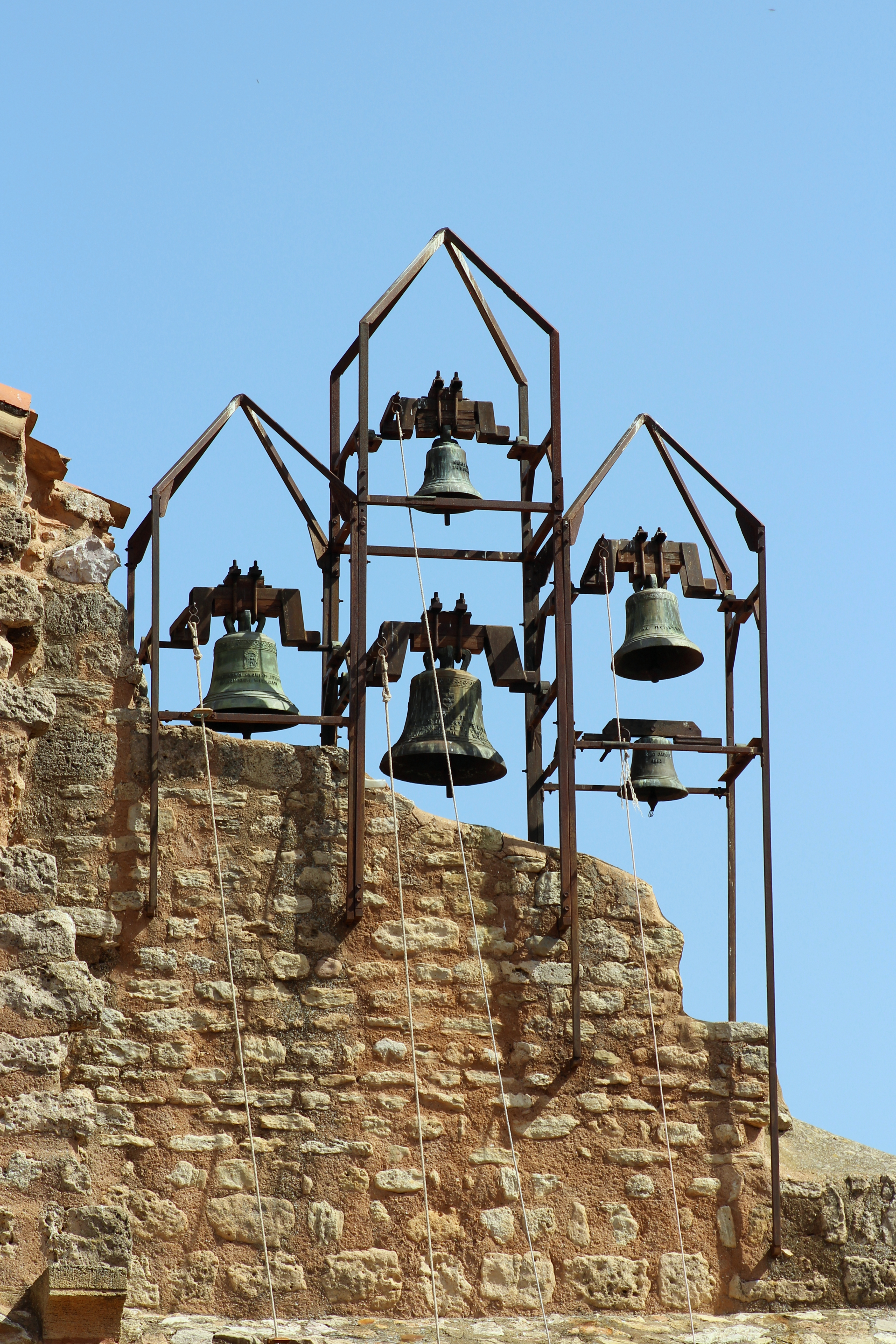
Carillon de cinq cloches
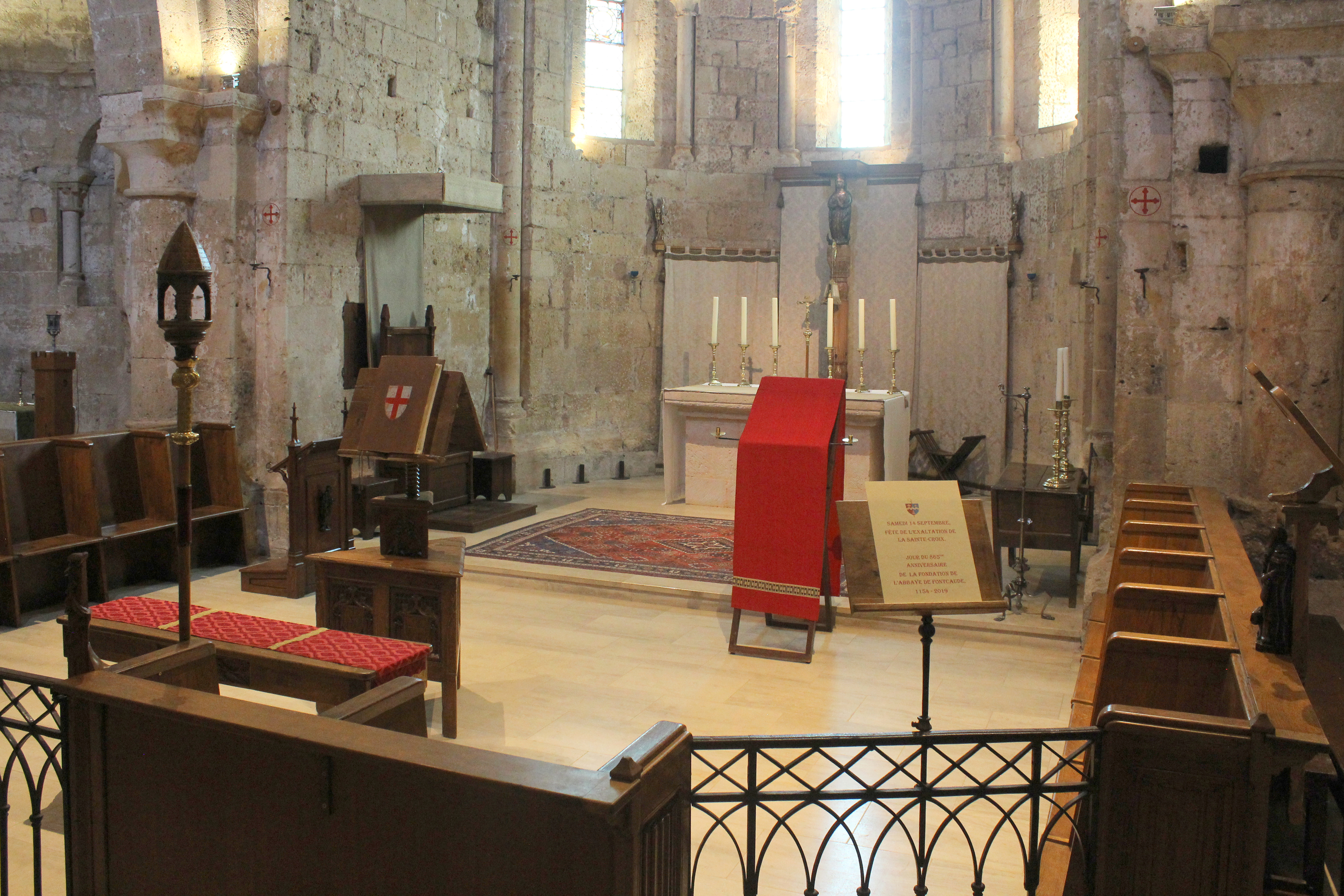
Chœur.
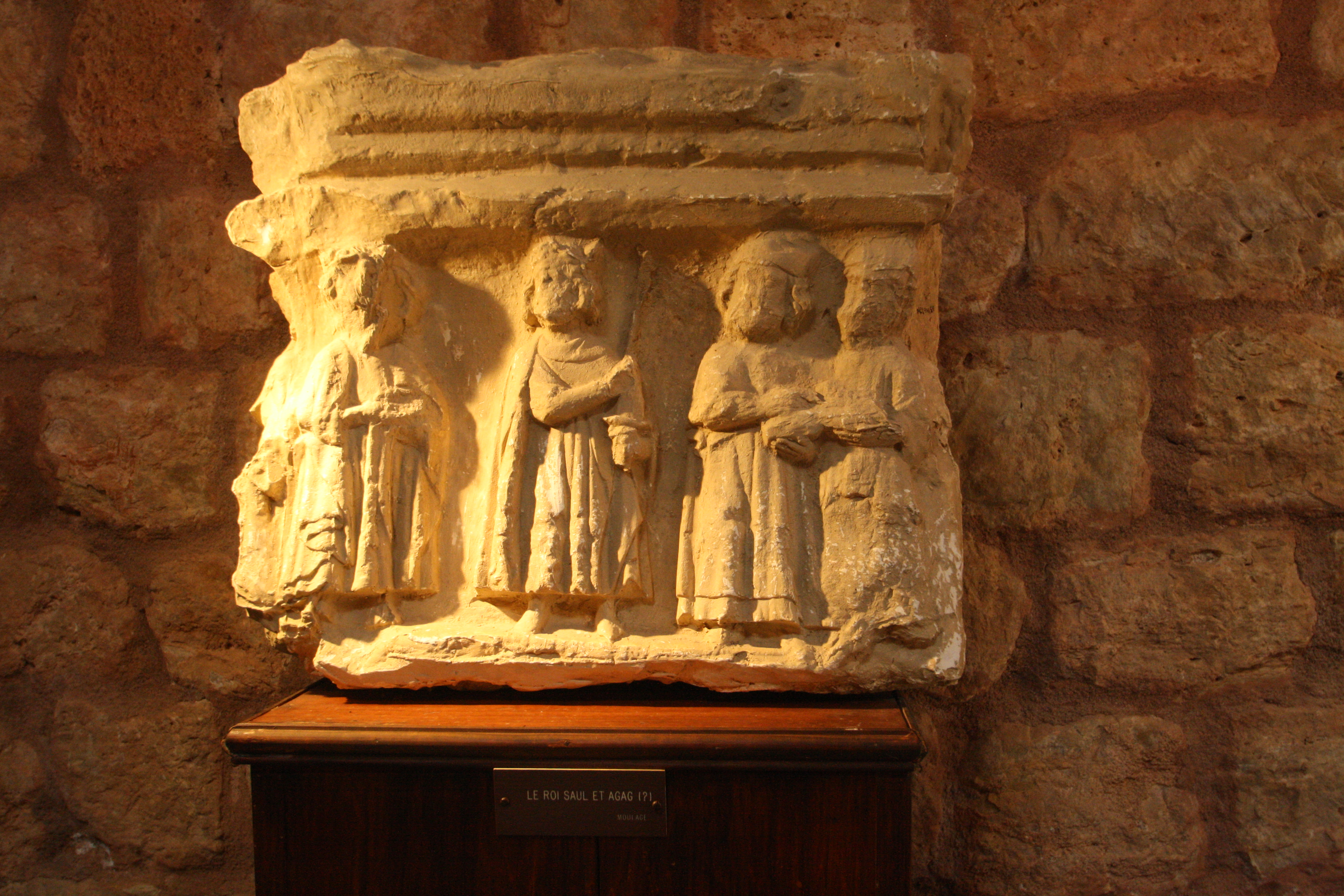
Le roi Saül et Agag.

## Protection
L'abbaye Sainte-Marie de Fontcaude fait l’objet d’un classement au titre des monuments historiques depuis le 1er août 1975.